# Aidan Hutchinson
Aidan Hutchinson (nacido el 9 de agosto de 2000) es un defensive end de fútbol americano de los Detroit Lions de la National Football League (NFL). Jugó fútbol americano universitario en Michigan, donde ganó varios premios en su último año en 2021, como los premios Ted Hendricks y Lombardi, además de ser nombrado Unanimous All-American y subcampeón del Trofeo Heisman. Hutchinson fue elegido con la segunda selección global por los Lions en el Draft de la NFL de 2022 .

## Primeros años
Hutchinson nació el 9 de agosto de 2000 en Plymouth, Míchigan . Asistió a la escuela secundaria Divine Child en Dearborn, Michigan, donde jugó como defensive end, tight end, línea ofensiva y long snapper . Jugó en el US Army All-American Game de 2018 y consiguió dos sacks. Hutchinson se comprometió a jugar fútbol americano universitario en la Universidad de Michigan .

## Carrera universitaria

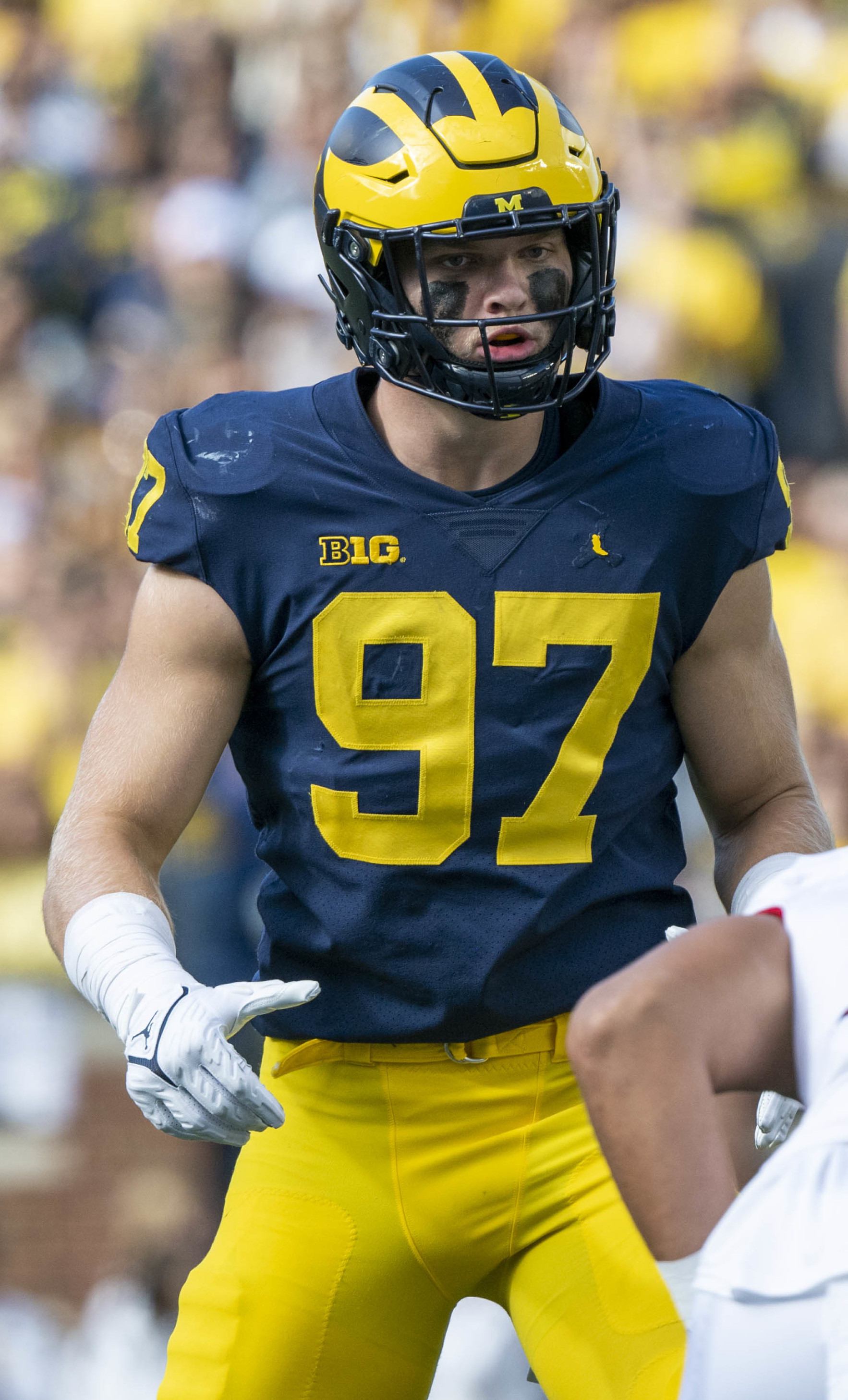
Hutchinson con Michigan en 2021

Como un estudiante de primer año en Michigan en 2018, Hutchinson jugó en los 13 partidos y tuvo 15 placajes. Como estudiante de segundo año en 2019, fue titular en los 13 partidos, registrando 68 placajes y 4.5 sacks. Como junior en 2020, fue titular en los primeros tres partidos hasta que tuvo una lesión que puso fin a la temporada.
En su último año en 2021, Hutchinson estableció el récord de capturas de una temporada del equipo en 14. Ganó varios premios por sus esfuerzos, incluido el premio Ted Hendricks, el premio Lombardi, el trofeo Lott IMPACT, y el Chicago Tribune Silver Football . También fue subcampeón del Trofeo Heisman, el único jugador defensivo entre tres mariscales de campo en ser nombrado finalista. Después de la temporada, Hutchinson se declaró para el Draft de la NFL 2022 .

### Estadísticas universitarias
| Temporada | GP | Placajes | Placajes | Placajes | Placajes | Placajes | Intercepciones | Intercepciones | Intercepciones | Intercepciones | Intercepciones | Fumbles | Fumbles | Fumbles | Fumbles |
| Temporada | GP | Solo     | Ast      | Cmb      | TfL      | Sck      | Int            | Yrs            | Promedio       | TD             | PD             | FR      | Yds     | TD      | FF      |
| --------- | -- | -------- | -------- | -------- | -------- | -------- | -------------- | -------------- | -------------- | -------------- | -------------- | ------- | ------- | ------- | ------- |
| 2018      | 13 | 5        | 10       | 15       | 1.5      | 0.0      | 0              | 0              | 0.0            | 0              | 0              | 0       | 0       | 0       | 0       |
| 2019      | 13 | 34       | 34       | 68       | 10       | 4.5      | 0              | 0              | 0.0            | 0              | 6              | 0       | 0       | 0       | 2       |
| 2020      | 3  | 9        | 6        | 13       | 0        | 0.0      | 0              | 0              | 0.0            | 0              | 1              | 0       | 0       | 0       | 0       |
| 2021      | 14 | 33       | 22       | 55       | 15       | 14.0     | 0              | 0              | 0.0            | 0              | 3              | 0       | 0       | 0       | 2       |
| Carrera   | 43 | 81       | 72       | 153      | 26.5     | 18.5     | 0              | 0              | 0.0            | 0              | 10             | 0       | 0       | 0       | 4       |

## Carrera profesional
Hutchinson fue seleccionado en la primera ronda con la segunda selección global de los Detroit Lions en el Draft de la NFL de 2022 . Firmó su contrato de cuatro años, por un valor de 35,7 millones de dólares totalmente garantizados, el 9 de mayo de 2022. Hutchinson registró tres sacks, un récord de novato de los Lions, en la semana 2 contra los Washington Commanders . Logró la primera intercepción de su carrera en una victoria por 15–9 sobre los Green Bay Packers el 6 de noviembre de 2022 y la segunda, contra los New York Giants dos semanas después. Terminó su temporada de novato con 9.5 sacks, 52 placajes totales (34 solo), tres intercepciones, tres pases defendidos y dos fumbles recuperados. Fue incluido en el equipo All-Rookie de la PFWA.

## Estadísticas de carrera de la NFL

### Temporada regular
| Año     | Equipo  | Partidos | Partidos | Placajes | Placajes | Placajes | Placajes | Placajes | Intercepciones | Intercepciones | Intercepciones | Intercepciones | Intercepciones | Fumbles | Fumbles | Fumbles | Fumbles | Fumbles |
| Año     | Equipo  | GP       | GS       | Cmb      | Solo     | Ast      | Sck      | Sfty     | Int            | Yds            | Lng            | TD             | PD             | FF      | FR      | Yds     | TD      |         |
| ------- | ------- | -------- | -------- | -------- | -------- | -------- | -------- | -------- | -------------- | -------------- | -------------- | -------------- | -------------- | ------- | ------- | ------- | ------- | ------- |
| 2022    | DET     | 17       | 17       | 52       | 34       | 18       | 9.5      | 0        | 3              | 25             | 20             | 0              | 3              | 0       | 2       | 0       | 0       |         |
| Carrera | Carrera | 17       | 17       | 52       | 34       | 18       | 9.5      | 0        | 3              | 25             | 20             | 0              | 3              | 0       | 2       | 0       | 0       |         |

## Premios y récords

### Premios de la nfl
- Pepsi NFL Novato del año (2022)[20]
- Jugador defensivo de la semana de la NFC: 2022 (semana 11)[21]
- 2 × Novato defensivo del mes de la NFC: noviembre de 2022,[22] diciembre de 2022 a enero de 2023[23]

## Vida personal
Su padre, Chris Hutchinson, también jugó fútbol americano universitario en Michigan. Su madre, Melissa Sinkevics, ganó el evento Miss Michigan Teen USA de 1988, mientras que su hermana mayor, Aria, ganó Miss Michigan USA 2022.